# NGC 5815
NGC 5815 este o galaxie spirală situată în constelația Balanța. A fost descoperită în 15 februarie 1886 de către Francis Leavenworth. Se află la o distanță de 44,13 de megaparseci de Pământ.